# Agrostis laxiflora
Agrostis laxiflora é uma espécie de gramínea do gênero Agrostis, pertencente à família Poaceae.